# Herman Medrano
Herman Medrano, pseudonimo di Ermanno Menegazzo (Dolo, 8 gennaio 1972), è un rapper italiano.

## Carriera

### Uno
È tra i rapper che hanno portato la lingua veneta nelle loro composizioni, ha iniziato la carriera nella prima metà degli anni novanta partecipando alla forte crescita del rap italiano del periodo con lo pseudonimo di Uno. Nel 1993 ha pubblicato il demotape Connessione Mente-Voce dopo un lavoro di due anni sulle rime e la collaborazione con i Codice Rosso ed Andrea degli Aritmia ed il lavoro sulle basi di DJ Zeta. Dai primi lavori e concerti con base a Parona e nel Veronese, si sposta a Treviso per il progetto Centro Della Terra e per la produzione dell'album ABC, inciso insieme a DJ Shocca e pubblicato nel 1997.

### Herman Medrano
Nel 1998 Uno diventa Herman Medrano (riprendendo un po' il suo vero nome, Ermanno Menegazzo) ed inizia a lavorare su un nuovo album che esce nel gennaio 2001 con il nome di 160x50 che è composto di 17 tracce in cui presenziano tanti volti dell'hip hop del veneto come Mistaman, Frank Siciliano, Ciacca ed Osteria Lirica. Con basi prodotte oltre che da Shocca e Medrano, Citze, Frank Siciliano, Davoucci e Dj Rough. Nell'album sono presenti due tracce in veneto: Bordeo e Bati chèe man, embrioni del futuro rap in lingua veneta.

La vera svolta per Medrano arriva nel 2003: si trasferisce a Treviso e passa all'espressione in lingua veneta. Fisso e tacchente, realizzato su strumentali dello stesso con eccezione di una, contiene collaborazioni con Make'n'Break e Catarrhal Noise. Per il rapper veneto, come da lui sostenuto, 
(Herman Medrano, tratto da www.medrano.biz)
Nel 2005 esce Mediamente mona che è idealmente il continuo e la chiusura del lavoro precedente, a cui partecipano anche l'imprenditore del mobile Angelo Rampon, i Catarrhal Noise e i Supersonici, su strumentali dello stesso Medrano, di Shocca, Frank Siciliano e Ottomix. Nella copertina dell'album appare Giulio, simpatico "musso".
Nel 2007 esce Tento co e paroe, disco realizzato su strumentali dello stesso Medrano, Manto (Concrete Beats - Dimensione parallela), Dj T e Dj Tech. Notevole passo in avanti nei contenuti e nella musica: un disco sulla comunicazione e sui modi di interagire fra umani. Tento co e paroe significa "Ci provo con le parole", "Attento alle parole" e "Ti tento con le parole"! In "Tento co e paroe" è inclusa la canzone "El panin ludro", probabilmente la canzone più famosa di Herman.
Nel 2008 ha partecipato nel disco Prodotti atipici dell'etichetta discografica di Piotta, La Grande Onda, con la canzone Pi DJ Che Operai.
Nel 2009 infine Herman Medrano presenta il suo ultimo album, Te Toca Ti di cui fa parte anche il singolo No se poe petenai.
Nell'estate del 2009 sembra volersi ritirare dalle scene della musica rap in quanto nel giro da molto tempo. Tutto ciò, avrebbe dichiarato, per dedicarsi a vari campi, come un progetto teatrale.
Il 20 febbraio 2010 Herman Medrano partecipa a Sanremo, nella rassegna Sanremo Millecolori con "No se poe petenai".

### The Groovy Monkeys
Ma il richiamo del palco è troppo forte e Medrano sceglie di stupire il pubblico con una vera e propria svolta. Inizia così la collaborazione con una band composta da musicisti di un certo rilievo nel panorama musicale padovano: The Groovy Monkeys. Tutti provenienti da trascorsi e contesti differenti, danno vita a un mix di sonorità funky, rock e reggae di notevole livello. Ognuno, infatti, con le proprie influenze e gusto musicale arricchisce il sound, che diventa ottimo partner per i contenuti impegnati e pungenti del poeta di liriche Medrano.
Formazione:
- Herman Medrano - Voce
- DJ Tech - Turntables
- Diego Graziani - Chitarra
- Alessandro Lughi - Organo Hammond, Pianoforte, Sintetizzatore
- Leonardo Ardillica - Tromba e Voce
- Yuri Argentino - Sassofono
- Enrico Millozzi - Basso elettrico
- Ugo Ruggiero - Batteria

Accompagnato dai sette musicisti, Medrano passerà il 2010 in tour, che lo vedrà toccare varie località in tutto il Veneto.
Il 28 gennaio 2012 esce il primo album "Simie - Double cd live", due cd live registrati a Tribano al ZonaRock e a Grisignano di Zocco al SocoRock. È una raccolta delle migliori canzoni del tour 2011.
Il 30 aprile 2013 esce Noseconossemo per l'etichetta La Grande Onda. L'album vanta la partecipazione di numerosi ospiti come Caparezza, Piotta, Roy Paci, Sir Oliver Skardy, Natalino Balasso, Manu Phl, Dellino Farmer e El Giovanelo. 
Nel 2016 esce #Gnente. L'album composto da 13 brani, è il secondo lavoro di studio pubblicato sotto l'etichetta La Grande V Records. Gli ospiti di questo lavoro sono tutti veneti: Bullo, Mano, Lotte Invisibili, Zeth Castle.

### Herman Medrano & Kalibro
Alla fine del 2017 Herman e Kalibro cominciano a scrivere Fritto Mistiko. Registrato al B4B Studio di Vicenza da Dj MS e ufficialmente presentato al pubblico ai Navigli di Padova il 18 maggio 2018, pubblicato dall'etichetta GLA Gold Leaves Academy. Anticipato dal video di "Salvadego", girato a Roncajette (PD) domenica 8 aprile e uscito l'11 maggio, l'album è rappato per 4/5 lingua veneta ed il resto in italiano. Un disco che mixa con ironia rap, storytelling e attualità, con featuring di Giggo Beats, Moova, Flesha e Bomber Citro. Il 9 gennaio 2019 Rocky Gio remixa in chiave punk HC il brano "In candea".
Il 12 aprile 2019, sempre su etichetta Gold Leaves Academy, arriva Simizi, secondo lavoro in studio a meno di un anno dalla pubblicazione del precedente lavoro. 12 nuovi pezzi con featuring di Moova e dello stesso Giggo Beats, che affondano le radici nel concetto di "fastidio", qui simbolicamente rappresentato dalle cimici (Simizi), prolifici insetti considerati tanto fastidiosi quanto tutto sommato innocui. La produzione musicale è interamente curata da Giggo Beats.
Escono il 19 novembre 2019 "Tornemo casa lessi" prodotta da Khri$to, il 26 maggio 2020 "Baea alta strade basse" prodotta da Giggo Beats" e il 12 giugno 2020 "Vorìa un'istà" prodotta da Khri$to, i tre singoli che precedono la pubblicazione il 23 giugno 2020 di Mama quanto grezi, terzo lavoro in studio in tre anni per l'accoppiata Medrano & Kalibro su etichetta Gold Leaves Academy. I producers sono Giggo Beats, Khri$to ed Esse 100. Numerose le collaborazioni con altri artisti: Gosso dei Rumatera, Vinnie The Don, Ares Adami, Moova, Giggo Beats, Dj MS. Musica e rime accompagnano l’ascoltatore lontano da raffinatezze e false buone maniere, decretando la morte del “politically correct”.
Tutti gli album di Medrano & Kalibro sono stati mixati e masterizzati da Jack The Smoker presso Caveau Studios di Milano.
Il 13 novembre 2021 viene pubblicato sul canale Telegram ufficiale di Herman Medrano CATTIVO CITTADINO, 108 barre senza ritornelli per di 4.44 minuti. Il brano è rappato in italiano e prodotto da Rocky Gio dei Rumatera. Musicalmente si tratta di NY hardcore punk, molto diverso dai suoi consueti schemi musicali e compositivi, per far arrivare i concetti un po' più lontano del solito. La canzone, edita da "La Grande V", è pubblicata con licenza Creative Commons non commerciale. Si può quindi liberamente condividere o suonare l'mp3 che si trova nella cartella linkata nel profilo Telegram. Oltre alla traccia si trovano testo, base e acappella per fare remix e progetti senza scopo di lucro citandone gli autori. Dal 24 dicembre 2021 la canzone è disponibile anche su Spotify e YouTube.

## Discografia

### Album

#### Come Uno
- 1993: Connessione mente-voce
- 1997: ABC (con DJ Shocca)

#### Come Herman Medrano
- 2001: 160x50
- 2003: Fisso e tacchente
- 2005: Mediamente mona
- 2007: Tento co e paroe
- 2009: Te toca ti
- 2024: Promemoria

#### Come Herman Medrano & The Groovy Monkeys
- 2012: Simie - Double cd live
- 2013: Noseconossemo
- 2016: #Gnente

#### Come Herman Medrano & Kalibro
- 2018: Fritto Mistiko
- 2019: Simizi
- 2020: Mama quanto grezi
- 2023: Bar Sport
- 2025: Daghe Oio

### Collaborazioni
- DJ Zeta - Su seta Sai Cosa Intendo - Cosa Buona e Giusta (1995)
- Centro13 - Dal centro della terra - Negajam(demo)
- La Cuuda - Quando succede quella strana cosa (demo)
- La Cuuda - Dirotta su cuuda - Cross fathers (CD Autoprodotto 1999)
- Centro13 - Acciaio - Camouflage (1999)
- DJ Friday - Per gli emcees 2 inediti live + È difficile (Mixtape 1999)
- Zona Metrica - Diretto a domicilio - Tesi sulle difficoltà
- Puppet - Flesh machine (CD Autoprodotto)
- Frank Siciliano - Monkey island - La leggenda di Priapo (2000)
- Catarrhal Noise - Turboamerica - Bordeo (2002)
- Catarrhal Noise -Te spuo so na recia - Nutrie (2004)
- Catarrhal Noise - A porchettata - Basame e cioppe (2006)
- Sano Business - Esuberanza - Affari Internazionali (2004)
- Ottomix - Platinum Collection - Poca broca (2006)
- Radiofiera - El miracoeo - El miracoeo (2005)
- Woof & Manto - Surplus - Situazioni (2007)
- Rocketfaders - Big tunes inna reggae party (Cd-mix, 2007)
- Skamaleonti - Eraora (2007)
- Rumatera - Rumatera - Tosi de campagna (2008)
- DJ Zeta - Ghetto blaster vol. 3 Freestyle (2009)
- Ultima Fase - Coi Fioi (2009)
- Balilla, El Mario - In-cul-turati (2010)
- Cattive Abitudini - Meno male che... (2010)
- Guido Foddis - La repubblica delle biciclette - Stop al SUV - radio edit (2012)
- Intiman - Rapstep vol. 2 - Can, porco, ladro, impestà (2012)
- Infidelity sound production - Rap dalle radici vol. 1 - Distante (2012)
- Boyz Slenga - Piccoli Business (2012)
- Zethone - Mi non me sento (2013)
- Pnbox - Web Tv e Videoproduzioni Io faccio la differenza (2013)
- Mano - Mi sto qua (2014)
- Zethone aka Zeth Castle - Zeta - Puito (2015)
- Lotte Invisibili - Il fuoco sacro - Mato (2015)
- Fabio Poli - Primo in classifica da 58 settimane - Sono un cantautore di sinistra con la Porsche (2016)
- Manu PHL - Stonato - Globalocale (2016)
- John See A Day - Woodland - Moroto Ikoyoni (2016)
- Positiva - Chettelodicoaffare - Ti odio (2017)
- Partecipazione alla canzone Cantanatale 2019: Feliz Navidad (2019)
- Do'Storieski - Onlus - Guaivo (2020)
- Porfirio Rubirosa and his Band - Breviario Di Teologia dadaista - A tua immagine e somiglianza (2020)
- DjBlasTMan - Lavoro di m**da (2020)
- Vinnie The Don - Alcool (2020)
- Queen of Saba - Fatamorgana - Alghe Guam (2021)
- Kalibro - El carteo del Kaly - Sushi (2021)
- Herman Medrano - Cattivo cittadino (2021)
- Funkasin - Vol. 3 - Chamaleon (2022)
- Ultima Fase - Presto fuori - Vienghene fora (2022)
- Ossi Grossi, 2Storieski - Do generazion (2025)